# Cratere Corby
Corby  è un cratere sulla superficie di Marte.